# West Sea Barrage

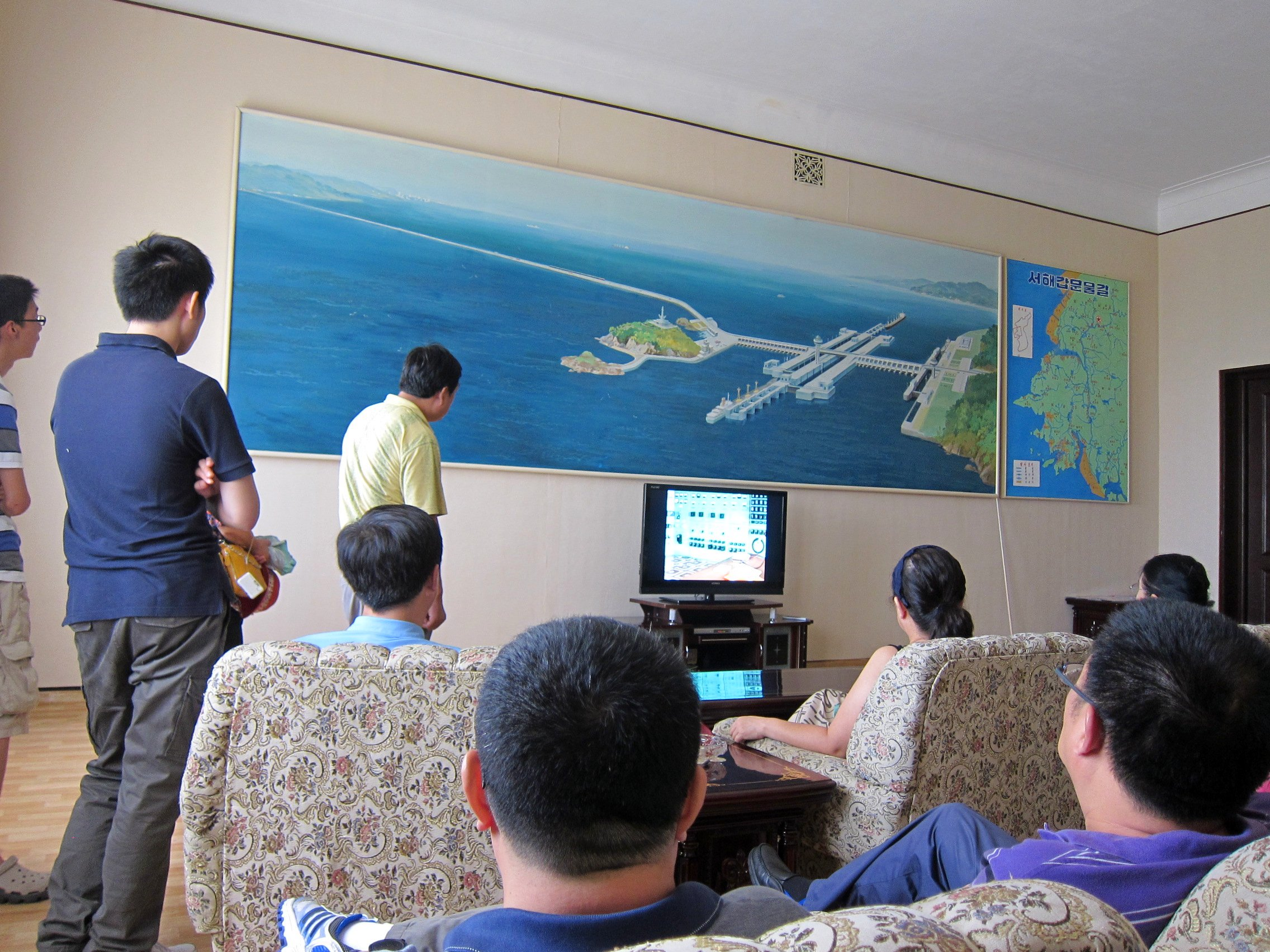
Chiếu phim về việc xây dựng đập và âu tàu, ở trung tâm du khách đập Nampo

Đập Nampho hay Đập Biển Tây, cũng được biết đến là West Sea Barrage, là một đập thủy triều nằm cách thành phố Nampho Bắc Triều Tiên 15 km về phía tây. Đó là một hệ thống đập lớn, dài 8 km, ba âu tàu và 36 cống, cho phép luồng tàu lên tới 50.000 tấn. Con đập đóng cửa sông Taedong từ biển Hoàng Hải. Nó được xây dựng từ năm 1981 đến năm 1986, với nguồn lực của cả nước hướng đến dự án xây dựng chính này. Mục tiêu đã nêu của con đập là:
- Việc ngăn chặn sự xâm nhập của nước biển vào nước ngọt, do đó giải quyết vấn đề cấp nước;[1]
- Cung cấp nước tưới cho các vùng xung quanh, mở rộng lãnh thổ trồng trọt của khu vực.[2]

Các nhà phê bình nước ngoài tuyên bố nâng mực nước sông Taedong đã dẫn đến việc mất đất nông nghiệp có giá trị, góp phần vào nạn đói Bắc Triều Tiên.
Con đập được coi là một thành tựu lớn của Bắc Triều Tiên, và là bối cảnh thường thấy cho các chương trình phát sóng tin tức trên truyền hình Bắc Triều Tiên từ Korean Central News Agency.
Đây cũng là điểm dừng chân phổ biến cho các du khách quốc tế, nơi có một trung tâm du khách trên đảo P'i Do nơi các bộ phim được chiếu về việc xây dựng đập và âu tàu.
Các âu tàu nằm ở tọa độ địa lý 38°40′31″B 125°10′35″Đ / 38,67528°B 125,17639°Đ.
Tổng chi phí ước tính của con đập là 4 tỷ USD.